# DHP (暗号通貨)
dHealth Networkのネイティブトークンである**DHP（Digital Health Point）**は、ヘルスケア分野に特化したブロックチェーン基盤であるdHealth Networkのエコシステムを支えるユーティリティおよび支払いトークンです。以下では、DHPの詳細（用途、供給量、技術的特徴など）と、その誕生から現在のCosmos SDKベースのチェーンへの移行の歴史を詳しく説明します。
1. DHPの概要
- 名称: Digital Health Point（DHP）
- 役割: dHealth Networkのネイティブトークンとして、トランザクション手数料、ステーキング、ガバナンス、データ共有のインセンティブなどに使用される。
- 規制: スイス金融市場監督庁（FINMA）に準拠したユーティリティおよび支払いトークンとして設計。
- 目的: ヘルスケアデータの透明性、プライバシー保護、相互運用性を促進し、患者中心のデータ管理や分散型科学（DeSci）を支援。
- チェーン: 現在はCosmos SDKベースのAppChain上で動作。Inter-Blockchain Communication（IBC）プロトコルを活用し、他のCosmos系チェーンと相互運用可能。

2. DHPの主な用途
1. トランザクション手数料:
  - ネットワーク上でのトランザクション（例：データ共有、スマートコントラクト実行、健康データ保存）にDHPでの支払いが必要。
  - AIエージェントがネットワークの混雑状況を監視し、動的に手数料を調整（ドキュメントの「5.1. AI Token」）。
2. ステーキング:
  - DHP保有者はトークンをステーキングしてバリデーターやスーパーノードに委任し、ネットワークのセキュリティに貢献。報酬としてDHPを獲得。
  - スーパーノード運営には最低50万DHPが必要だが、バリデーターには最低残高の要件なし（ドキュメントの「5.4. Inflation and Staking Reward」）。
3. ガバナンス:
  - DHP保有者は、ネットワークのアップグレードやパラメータ変更に関する提案に投票可能。提案には100 DHPの手数料が必要で、33%の投票参加率と50%以上の賛成で可決（ドキュメントの「8. Governance」）。
  - 例：AI機能の追加やデータ共有ソリューションの改良に関する投票。
4. インセンティブ:
  - ユーザーが健康データを研究者や医療機関に提供する際、DHPを報酬として受け取る。例：RocheとのCENTIVA LIFE DeSci dAppで、希少疾患患者がデータ提供に対しDHPを獲得。
  - 臓器提供証明書（ODC）や医薬品サプライチェーン追跡のトランザクションでもDHPが使用される。
5. データストレージとスマートコントラクト:
  - 分散型ストレージ（例：IPFS）でのデータ保存や、分散型識別子（DID）、検証可能クレデンシャル（VC）の作成にDHPが必要。
  - Multi-Party Computation（MPC）やThreshold Signature Scheme（TSS）を用いたデータ共有にもDHPが関与。
6. クロスチェーン利用:
  - DHPはdHealth Networkのネイティブトークンに加え、Ethereum（ERC-20）、BNB Chain、Solana（2025年ロードマップで計画）でも利用可能。dHealth Bridgeを通じてチェーン間スワップが可能。

3. DHPの供給量
ドキュメントの「5.3. DHP Distribution」および「5.4. Inflation and Staking Reward」、過去の回答に基づく供給量の詳細は以下の通り：
1. 総供給量:
  - 最大供給量: 20億DHP（2,000,000,000 DHP）。この総量は不変（immutable）とされている。
  - 初期供給量: ネットワークローンチ時（2021年）に10億DHP（1,000,000,000 DHP）が発行。
  - バーン: 2024年3月のCosmos SDK移行時に2億DHP（総供給量の10%）が焼却され、調整後の最大供給量は16.123億DHP（1,612,300,000 DHP）。
2. 初期配布構成（10億DHP）:
  - イノベーションファンド: 4億DHP（20%） - ヘルスケアプロジェクトやdApps開発に使用。10エポック（各434日）で分配。
  - トークンセール: 2億DHP（10%） - AMMや取引所を通じて配布。
  - NEMコミュニティエアドロップ: 2億DHP（10%） - NEMとの連携で初期ユーザー拡大。
  - 創業者・チーム報酬: 1.6億DHP（8%）。
  - 財団準備金: 2000万DHP（1%） - Digital Health Associationのノード運営などに使用。
  - 初期貢献者: 2000万DHP（1%）。
  - マーケティング・流動性: 2.4億DHP（12%）。
  - 初期循環供給量: 約6億DHP（総供給量の30%）。
3. ステーキング報酬:
  - 残りの10億DHPは、10エポック（約12年）でステーキング報酬として発行。
  - ブロック報酬: 初期は1ブロック（30秒ごと）に400 DHP。エポックごとに半減。
  - インフレーション率: 年間5～10%（総ステーキング量による）。
  - 報酬分配: ブロック報酬の1%がイノベーションファンドに、残りはバリデーター（10%）とステーキングアカウント（90%）に分配。アン bonding時間は72時間。
4. 現在の循環供給量:
  - 2024年3月時点で約6億DHPから開始し、ステーキング報酬により増加中。最新の循環供給量はCoinMarketCapやCoinGeckoで未報告の場合あり、dHealthのブロックチェーンエクスプローラーで確認が必要。

4. DHPの誕生と歴史
dHealth NetworkおよびDHPトークンの歴史は、ヘルスケア分野でのブロックチェーン活用を目指す過程で進化してきました。以下に、誕生からCosmos SDKへの移行までの流れを時系列でまとめます：
1. 2017年：設立と初期ビジョン:
  - dHealth Networkは、スイスのDigital Health Association（非営利団体）によって設立。ヘルスケアデータの透明性、プライバシー、相互運用性の課題を解決する目的で開始。
  - 初期はNEMブロックチェーンを活用し、医薬品サプライチェーンや臓器提供管理に焦点を当てたプロジェクトを推進（例：西アフリカでの狂犬病ワクチン追跡）。
2. 2021年：DHPのローンチとSymbolプロトコル:
  - dHealth Networkは、NEMのSymbolプロトコルを基盤としたLayer 1ブロックチェーンをローンチ。
  - DHPトークンが発行され、初期供給量10億DHPが配布（イノベーションファンド、エアドロップ、トークンセールなど）。最大供給量は20億DHPに設定。
  - この時期、RocheやSwiss Tropical and Public Health Instituteとのパートナーシップが始まり、CENTIVA LIFE DeSci dAppや臓器提供証明書（ODC）などのユースケースが開発。
  - DHPはEthereum（ERC-20）やBNB Chainでも発行され、クロスチェーン対応を開始。
3. 2021年～2023年：エコシステムの成長:
  - DHPはMEXC Global（2022年8月上場）、Osmosis、Uniswapなどで取引開始。
  - Digital Health Associationが運営を主導し、コミュニティガバナンスやパートナーシップ（Eli Lilly、University of Zurich、Gifu University）を拡大。
  - 医薬品サプライチェーン追跡、データ共有、DeSci推進にDHPが活用される。
4. 2024年3月：Cosmos SDKへの移行とDAO化:
  - dHealth Networkは、NEMのSymbolプロトコルからCosmos SDKベースのAppChainに移行。理由は、スケーラビリティ、スマートコントラクト（COSMWASM）の柔軟性、IBCによる相互運用性の向上。
  - 移行に伴い、2億DHPが焼却され、最大供給量が16.123億DHPに調整。
  - 運営形態がdHealth Network DAO（分散型自治組織）に変更。旧dHealth Foundationのメンバーが主導し、DHP保有者によるガバナンスを導入（ドキュメントの「9. The Network」）。
  - COSMWASMを採用し、ヘルスケア特化のdApps開発を強化。例：AIを活用したデータ分析や分散型ストレージとの統合。
5. 2024年～2025年：AIとDeSciの強化:
  - dHealth Intelligence（AIソリューション）の導入により、健康データのデジタル化、リアルタイム分析、プライバシー保護を強化（ドキュメントの「4.2. dHealth AI」）。
  - 2025年ロードマップでは、Solanaとのブリッジ構築、MPC-TSSによるデータ共有、AIデータ分析機能のリリースを計画（ドキュメントの「6. Roadmap」）。
  - DHPはAIサービスのトランザクション手数料や報酬、ガバナンスに不可欠な役割を果たす。

5. DHPの技術的特徴
- チェーン: Cosmos SDKベースのAppChain（許可型）。Tendermint BFTコンセンサスを採用し、トランザクションのファイナリティを数秒で達成。
- 相互運用性: IBCプロトコルを活用し、Cosmosエコシステムの他のチェーン（例：Osmosis）と接続。Solanaブリッジも計画中。
- スマートコントラクト: COSMWASMにより、ヘルスケア特化のdApps（例：CENTIVA LIFE、ODC）を構築。GoやRustで開発可能。
- プライバシー: ホモモーフィック暗号化、MPC-TSS、分散型ストレージ（IPFS）を活用し、個人情報（PII）をブロックチェーンに直接保存せず、プライバシーを保護。
- 取引所: Osmosis、Uniswap、Raydiumなどで取引可能。Keplr Walletで保管。

6. DHPの価値と展望
- 価値の決定要因:
  - ユーザー基盤: ヘルスケア機関や患者の採用拡大がDHPの需要を増加。
  - パートナーシップ: Roche、Eli Lilly、University of Zurichなどとの連携が価値を高める。
  - トランザクション頻度: データ共有やAIサービスの利用頻度がDHPの需要を牽引。
- 展望:
  - 2025年のロードマップでは、Solanaエコシステムとの統合やAI機能の強化により、DHPのユーティリティが拡大。
  - グローバルなヘルスケアシステムでの二次通貨としての役割を目指し、ステーブルコイン発行も計画（ドキュメントの「10. Outlook」）。
  - DeSciや予防医療の推進により、DHPが研究者や患者のインセンティブとして広く活用される。

7. 課題
- 流動性: DHPの市場流動性が低い場合、取引や実用性に制約が生じる。中央集権型取引所（CEX）への追加上場が必要（2025年ロードマップで計画）。
- 規制: ヘルスケアデータの規制（GDPR、HIPAA）や暗号資産規制への対応が課題。
- 採用: ヘルスケアユーザーの技術リテラシーが低いため、AIとブロックチェーンのインターフェース簡素化が必要（ドキュメントの「4. Technology」）。

8. まとめ
- DHPの概要: dHealth Networkのネイティブトークンで、トランザクション手数料、ステーキング、ガバナンス、インセンティブに使用。Cosmos SDKベースのAppChainで動作し、FINMA準拠。
- 供給量: 最大16.123億DHP（2024年3月バーン後）。初期10億DHP（イノベーションファンド20%、トークンセール10%など）、残りは10エポックでステーキング報酬として発行。
- 歴史:
  - 2017年: Digital Health Associationが設立。
  - 2021年: SymbolプロトコルでDHPローンチ、10億DHP発行。
  - 2024年3月: Cosmos SDKに移行、2億DHPバーン、DAO化。
  - 2025年: AI（dHealth Intelligence）とDeSciを強化、Solanaブリッジ計画。
- 展望: AIとブロックチェーンの統合により、DHPはヘルスケアデータの透明性、プライバシー、研究を支える重要な役割を担う。